# Wilhelm Grosz
Will Grosz, född Wilhelm Grosz 11 mars 1894 i Wien i Österrike, död 10 december 1939 i New York i USA, var en österrikisk-engelsk kompositör.
Under pseudonymen Hugh Williams komponerade han melodin till Red Sails in the Sunset (1935) med text av Jimmy Kennedy.

## Filmmusik
- 1956 - Syndare i filmparadiset
- 1955 - Brudar och bollar eller Snurren i Neapel